# Wojciech Załuski (prawnik)
Wojciech Zbigniew Załuski (ur. 31 marca 1978) – polski filozof, prawnik, profesor Uniwersytetu Jagiellońskiego.

## Życiorys
Wojciech Załuski jako uczeń I Liceum Ogólnokształcące w Bielsku-Białej był laureatem olimpiad filozoficznej i historycznej. Uzyskał tytuły magistra prawa na Uniwersytecie Jagiellońskim (2002) oraz magistra filozofii na Uniwersytecie Papieskim Jana Pawła II w Krakowie (2003) i na Uniwersytecie Jagiellońskim (2004). W 2005 doktoryzował się na UJ w dyscyplinie nauk prawnych na podstawie pracy Sprawiedliwość jako wzajemna korzyść z perspektywy teorii gier (promotor – Jerzy Stelmach). W 2007 uzyskał na Papieskiej Akademii Teologicznej także doktorat z filozofii Skłonnościowa interpretacja prawdopodobieństwa (promotor – Stanisław Wszołek). W 2010 habilitował się na UJ w dyscyplinie prawa, specjalność teoria i filozofia prawa. W 2015 otrzymał tytuł naukowy profesora.
Zawodowo związany z Uniwersytetem Jagiellońskim, gdzie wykłada w Katedrze Filozofii Prawa i Etyki Prawniczej Wydziału Prawa i Administracji.
W okresie szkolnym stypendysta Krajowego Funduszu na rzecz Dzieci. Laureat nagrody „Polityki” dla młodych naukowców „Zostańcie z nami”, (2009) stypendium Ministra Nauki i Szkolnictwa Wyższego (2010), Fundacji na rzecz Nauki Polskiej (Start, 2006/2008; Homing, 2008/2010), Max Weber Programme, European University Institute we Florencji (2007/2008). W latach 2017–2020 wiceprezes Polskiego Towarzystwa Bioetycznego. Członek Collegium Invisibile. Wypromował sześcioro doktorów.

## Publikacje
- W. Załuski, The Limits of Naturalism: A Game-Theoretic Critique of Justice as Mutual Advantage, Zakamycze, Kraków 2006.
- J. Stelmach, B. Brożek, W. Załuski, Dziesięć wykładów o ekonomii prawa, Wolters Kluwer Polska, Kraków 2007.
- W. Załuski, Skłonnościowa interpretacja prawdopodobieństwa, OBI-BIBLOS, Kraków-Tarnów 2008.
- W. Załuski, Evolutionary Theory and Legal Philosophy, Edward Elgar, Cheltenham, UK 2009.
- W. Załuski, Ewolucyjna filozofia prawa, Wolters Kluwer Polska, Warszawa 2009.
- J. Stelmach, B. Brożek, M. Soniewicka, W. Załuski, Paradoksy bioetyki prawniczej, Wolters Kluwer Polska, Warszawa 2010.
- W. Załuski, Game Theory in Jurisprudence, Copernicus Center Press, Kraków 2013.
- W. Załuski, Przeciw rozpaczy. O tragicznej wizji świata i sposobach jej przezwyciężania, Copernicus Center Press, Kraków 2014.
- W. Załuski, Etyczne aspekty doświadczenia czasu, Wydawnictwo UJ, Kraków 2017.
- W. Załuski, Law and Evil: The Evolutionary Perspective, Edward Elgar 2018.
- W. Załuski, The Insanity Defense: A Philosophical Analysis, Edward Elgar 2021.